# Erzbistum Nairobi
Das Erzbistum Nairobi (lat.: Archidioecesis Nairobiensis) ist ein in Kenia gelegenes Metropolitanbistum der römisch-katholischen Kirche mit Sitz in Nairobi.

## Geschichte
Vorläufer des heutigen Erzbistums Nairobi ist die am 26. Februar 1860 aus dem Bistum Saint-Denis-de-La Réunion ausgegründete Apostolische Präfektur Zanguebar, die am 23. November 1883 zu einem Apostolischen Vikariat erhoben wurde. Am 16. November 1887 wurde das Vikariat geteilt; in die Apostolischen Vikariate Nordsansibar und Südsansibar. Am 21. Januar 1904, am 14. September 1905 und am 11. Mai 1906 gab das Apostolische Vikariat Nordsansibar Teile seines Territoriums zur Gründung der Apostolischen Präfektur Benadir, der Mission sui juris Kenia und des Apostolischen Vikariats Zentralsansibar ab. Am 21. Dezember 1906 erfolgte die Umbenennung in das Apostolische Vikariat Sansibar.
Am 25. März 1953 wurde das heutige Erzbistum Nairobi gegründet. Seitdem gab das Erzbistum verschiedene Teile seines Territoriums zur Gründung neuer Bistümer ab: Am 8. Mai 1955 wurde das Bistum Mombasa und Sansibar, am 20. Februar 1956 die Apostolische Präfektur Kitui, am 20. Oktober 1959 die Apostolische Präfektur Ngong, am 12. Dezember 1964 die Apostolische Administratur Sansibar und Pemba, am 11. Januar 1968 das Bistum Nakuru und am 29. Mai 1969 das Bistum Machakos gegründet.
Suffraganbistümer sind Kericho, Kitui, Machakos, Nakuru, Ngong und Wote.

## Bischöfe
- Jean-Marie-Raoul Le Bas de Courmont CSSp (1883–1896)
- Emile-Auguste Allgeyer CSSp (1897–1913)
- John Gerald Neville CSSp (1913–1930)
- John William Heffernan CSSp (1932–1945)
- John Joseph McCarthy CSSp (1946–1971)
- Maurice Michael Kardinal Otunga (1971–1997)
- Raphael S. Ndingi Mwana a'Nzeki (1997–2007)
- John Kardinal Njue (2007–2021)
- Philip Arnold Subira Anyolo (seit 2021)